# Bonneville (Alta Saboia)
 Bonneville é uma comuna francesa do Faucigny do departamento da Alta Saboia, da região de Auvérnia-Ródano-Alpes.

## Geografia
Situada na confluência do rio Arve e do ribeiro Borne, tem um altitude min. de 450 m e Max. de 1 877 m.

## Etimologia
Pedro II de Saboia decide de construir na primeira metade do século XIII uma fortificação na colina Bona Villa, literalmente "Boa Vila".

## História
Em 1296 torna-se suficientemente importante para ser a capital administrativa da baronia de Faucigny e pela ocasião substituindo a cidade de Cluses donde a rivalidade entre elas.